# Goldbrüstchen
Das Goldbrüstchen (Amandava subflava) ist eine afrikanische Art aus der Familie der Prachtfinken. Sie besiedelt große Teile Afrikas südlich der Sahara und bewohnt Savannen, Grasland oder Schilfbestände in Gewässernähe. Es wurden mehrere Unterarten beschrieben.

## Beschreibung

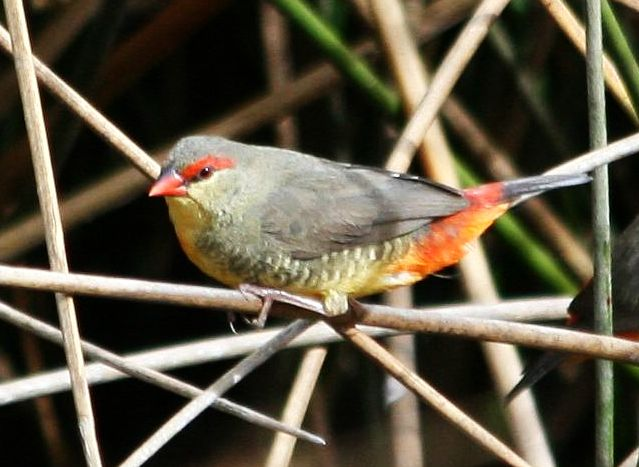
Männchen

Goldbrüstchen sind etwa neun bis zehn Zentimeter große Prachtfinken und sind unter den afrikanischen Prachtfinken die Kleinsten. Namensgebend ist für sie die gelbe bis rotorange Färbung von Brust, Bauch und Unterschwanzdecken.
Das Männchen hat einen schwarzen Zügel. Der Überaugenstreif, der hintere Bürzel und die Oberschwanzdecken sind rot. Der Oberkopf, der Nacken sowie Rücken und Flügel sind grünlich grau. Der Schwanz ist schwarz, wobei die beiden äußersten Schwanzfedern variabel weiß gesäumt sind. Die Körperseiten sind matt gelb quergestreift. Die Unterschwanzdecken sind orangegelb, die übrige Körperunterseite goldgelb bis satt zitronengelb. Der Schnabel ist rot mit einem schwarzen First.
Die Weibchen sind etwas matter gefärbt als die Männchen und ihnen fehlt der rote Augenbrauenstreif. Das Gelb auf der Körperunterseite ist deutlich blasser. Die Augen des Weibchens sind rotbraun. Die Jungvögel sind insgesamt bräunlicher. Sie haben weder einen roten Augenbrauenstreif noch Rot am Bürzel oder auf den Oberschwanzdecken.

## Verbreitung
Goldbrüstchen sind Prachtfinken Afrikas, die diesen Kontinent südlich der Sahara weiträumig besiedeln. Das Verbreitungsgebiet reicht vom Senegal über Guinea-Bissau und Liberia ostwärts durch die westafrikanischen Staaten bis Äthiopien und den Jemen. In südlicher Richtung kommen Goldbrüstchen vom südlichen Somalia und südlichen Kenia bis zur östlichen Hälfte Südafrikas vor. Innerhalb dieses Verbreitungsgebietes werden vier Unterarten unterschieden, die sich in ihrem Erscheinungsbild leicht unterscheiden.

## Lebensraum und Lebensweise
Ähnlich wie der australische Binsenastrild lebt das Goldbrüstchen in Sumpfgebieten und in Schilf-, Papyrus- und Grassäumen entlang verschiedenster Gewässertypen. Es kommt auch in montanem Bergland, im dichten Bewuchs von Niederungswäldern oder in Simbabwe im Hyparrhenis-Grasland vor. Während der Nahrungssuche fliegt es weit in trockenes Grasland oder auf abgebrannte Flächen sowie Felder hinaus. Es hat sich auch menschlichen Siedlungsraum erschlossen und kommt häufig am Rand von Dörfern vor. In Johannesburg hält es sich da, wo künstliche oder natürliche Gewässer mit Schilf oder hohem Gras umstanden sind, auch am Rand der Stadt auf. Die Höhenverbreitung des Goldbrüstchens reicht vom Flachland bis in Höhenlagen von 2.400 Metern (Äthiopien).

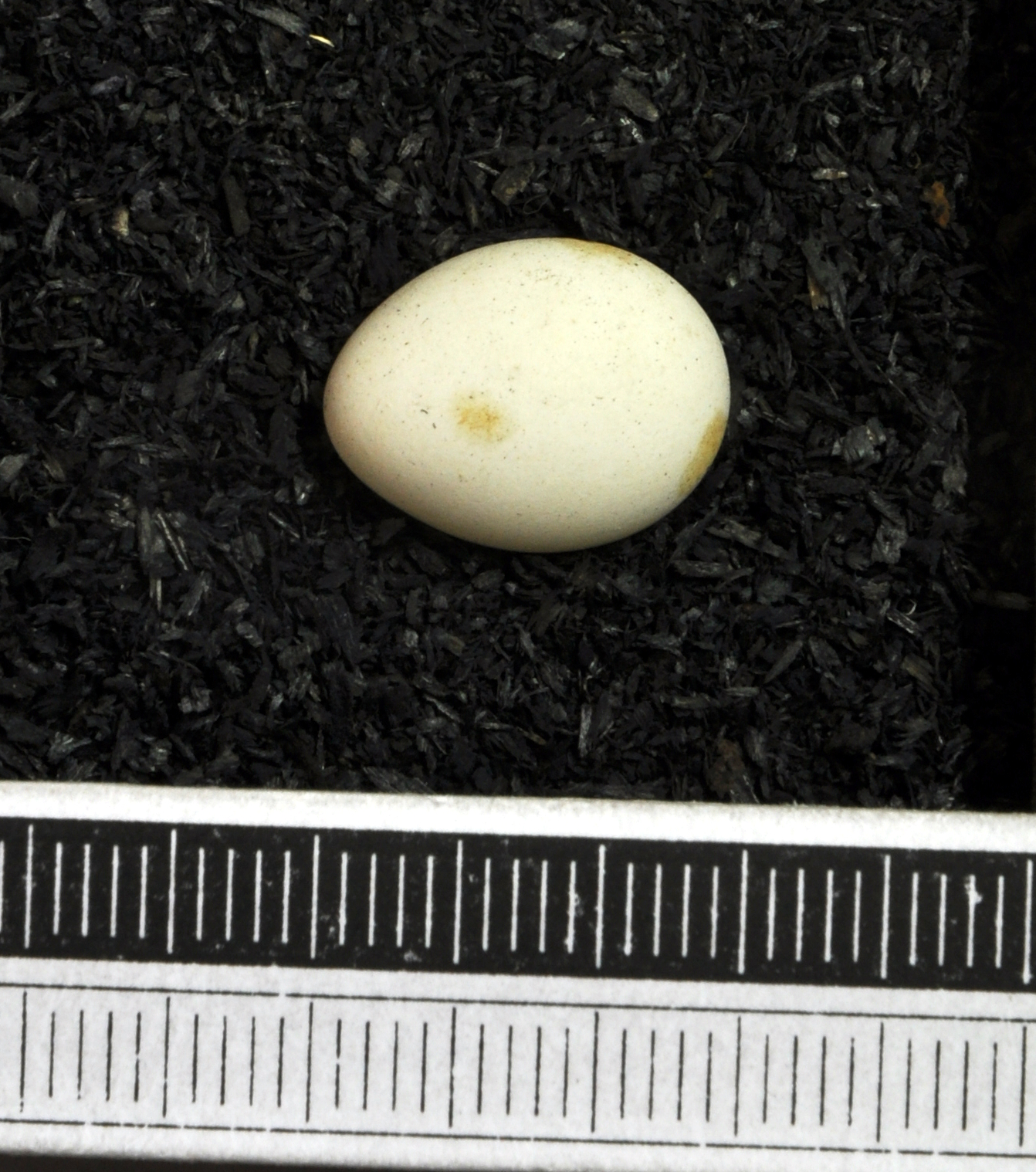
Ei, Sammlung Museum Wiesbaden

Während der Brutzeit lebt es paarweise oder in kleinen Familienverbänden. Außerhalb der Brutzeit kann es in kleinen Gruppen von bis zu zwanzig Individuen beobachtet werden, allerdings bildet es gelegentlich mit anderen Prachtfinken größere Schwärme. Es sind sehr agile Vögel, die ständig in Bewegung sind. Ihre Nahrung besteht hauptsächlich aus kleinen Sämereien sowie kleinen Insekten. Der Gesang ist eine monotone Reihe von ziep-Rufen, die auch von den Weibchen und den Jungvögeln zu hören sind. Daneben verfügt es über eine Reihe weiterer Rufe.
Die Brutzeit variiert in Abhängigkeit vom Verbreitungsgebiet und fällt in der Regel in das Ende der Regenzeit und den Beginn der Trockenzeit. Zumindest im Süden ihres Verbreitungsgebietes errichten Goldbrüstchen selber keine Nester, sondern nutzen die verlassenen Nester anderer Vogelarten zur Brut. Häufig sind es die Nester von Oryxwebern. Nachgewiesen ist aber auch die Nestnutzung von Arten wie Cistensänger, Schildweber, Spiegelweber, Samtweber, Flammenweber, Blutschnabelweber, Großer Goldweber und Weißstirnweber.

## Systematik
Aufgrund von Ähnlichkeiten in Federkleid, Nistverhalten und Lebensraumansprüchen wird das Goldbrüstchen neben dem Tigerastrild und dem Olivastrild in die Gattung Amandava eingeordnet. Von einigen Autoren wird die Art aber auch in die monotypische Gattung Sporaeginthus gestellt.
Goldbrüstchen sind, wie der Tigerfink, nahe verwandt mit dem Wachtelastrild. Als Beleg der engen Verwandtschaft gilt die Rachenzeichnung der Jungvögel, die aus einem auffälligen Muster aus sechs Punkten besteht. Auch das Bettelverhalten aller drei Arten ist gleich.

## Haltung
Es liegt keine genaue Dokumentation vor, seit wann Goldbrüstchen in Europa als Käfigvögel gehalten werden. Ähnlich wie die Zebrafinken zählen sie jedoch zu den beliebtesten Arten unter den Prachtfinken. Sie sind ausgesprochen widerstandsfähig und langlebig und eine Haltungsdauer von sechs bis sieben Jahren ist keine Seltenheit. Sie gelten außerdem als sehr einfach züchtbar. Goldbrüstchen benötigen zur Aufzucht ihrer Jungen tierisches Futter wie z. B. „Buffalos“ (Larven des Getreideschimmelkäfers) oder „Pinkies“ (tiefgefrorene Fliegenmaden).

## Belege

### Einzelbelege
1. ↑   Clement et al., S. 381
2. ↑   Nicolai et al., S. 294
3. ↑   Nicolai et al., S. 296
4. ↑   Clement et al., S. 379
5. ↑   Nicolai et al., S. 296